# 竹山製糖所
竹山製糖所位於南投縣竹山鎮下崁。

## 沿革
1909年雲林拓殖合資會社設下崁工廠，1929年改名竹山工廠，隸屬昭和製糖株式會社，1940年改制為新式糖廠，並改名為竹山製糖所。

## 外部連結
台糖全球中文入口網 （页面存档备份，存于）